# Johanna Strömberg
Johanna Strömberg, född 11 februari 1987 i Vänersborg, är en svensk skådespelare.
Strömberg växte upp i Vänersborg och gick grundskolan på den nystartade friskolan Fridaskolan. På gymnasiet studerade hon det estetiska programmets teaterlinje på Agnebergsgymnasiet i Uddevalla och tog studenten 2005.
Sin debut som skådespelare gjorde hon i filmen Tjenare kungen (2005) som regisserades av Ulf Malmros. Hon medverkade även i Malmros film Bröllopsfotografen (2009). Hon har också samarbetat med regissören Marcus Carlsson, och har deltagit i de flesta av hans filmer, bland annat Din barndom ska aldrig dö (2013) som fick SVT Kulturnyheters kulturbagge för årets nykomling.  
Strömbergs senaste projekt är rollen som Fanny i TV-serien Pappas pojkar tillsammans med humorgruppen JLC. 
Tidningen Stardust - Allt om Film utsåg Strömberg till Årets svenska skådespelerska 2005 i konkurrens med bland andra Maria Lundqvist och Marie Richardson.
Johanna Strömberg har vid sidan av skådespelande även en civil karriär och är utbildad textilekonom vid Högskolan i Borås (2011). Hon har bland annat jobbat tre år (2014–2017) i Shanghai, Kina som product and office manager för Gina Tricot. 
Strömberg var i ungdoms- och junioråldern en framgångsrik friidrottare och tävlade i medeldistans- och terränglöpning och har ett flertal medaljer från Ungdoms- och Junior-SM. Hon tävlade för Hälle IF från Ljungskile.
Johanna Strömberg är gift och bor i Göteborg

## Filmografi
- 2005 – Tjenare Kungen
- 2008 – Heja Degerfors
- 2009 – Bröllopsfotografen
- 2013 – Din barndom ska aldrig dö
- 2020 – Pappas pojkar (TV-serie)